# Osmanska Serbien
Osmanska Serbien var en historisk provins inom det Osmanska riket mellan 1459 och 1817. 
Den bildades sedan det Osmanska riket hade erövrat Despotatet Serbien. 
Det efterträddes av Furstendömet Serbien (1804–1882).